# Vòng loại Giải vô địch bóng đá thế giới 1966 – Khu vực Nam Mỹ
9 đội tuyển được chia thành 3 bảng, mỗi bảng gồm 3 đội. Các đội thi đấu vòng tròn lượt đi và lượt về với nhau. Đội đứng đầu mỗi bảng sẽ giành quyền tham dự vòng chung kết. Brasil không tham gia vòng loại vì đã được đặc cách vào thẳng vòng chung kết với tư cách là nhà vô địch World Cup 1962.

## Bảng 1
| VT | Đội       | Đ | ST | T | H | B | BT | BB | HS  |
| -- | --------- | - | -- | - | - | - | -- | -- | --- |
| 1  | Uruguay   | 8 | 4  | 4 | 0 | 0 | 11 | 2  | +9  |
| 2  | Perú      | 4 | 4  | 2 | 0 | 2 | 8  | 6  | +2  |
| 3  | Venezuela | 0 | 4  | 0 | 0 | 4 | 4  | 15 | −11 |

| Perú                | 1 – 0  | Venezuela |
| ------------------- | ------ | --------- |
| Zegarra 37' (ph.đ.) | Report |           |

| Uruguay                                       | 5 – 0  | Venezuela |
| --------------------------------------------- | ------ | --------- |
| Rocha 18' · Silva 23', 52', 69' · Meneses 61' | Report |           |

| Venezuela     | 1 – 3  | Uruguay                    |
| ------------- | ------ | -------------------------- |
| Tortolero 40' | Report | Rocha 10', 47' · Silva 88' |

| Venezuela                           | 3 – 6  | Perú                                                |
| ----------------------------------- | ------ | --------------------------------------------------- |
| Santana 32' · Ravelo 46' · Elie 89' | Report | Mosquera 11' · León 44', 60', 68' · Zavala 40', 81' |

| Perú | 0 – 1  | Uruguay        |
| ---- | ------ | -------------- |
|      | Report | Urruzmendi 77' |

| Uruguay               | 2 – 1  | Perú     |
| --------------------- | ------ | -------- |
| Silva 20' · Rocha 62' | Report | Uribe 2' |

Uruguay vượt qua vòng loại.

## Bảng 2
| VT | Đội      | Đ | ST | T | H | B | BT | BB | HS |
| -- | -------- | - | -- | - | - | - | -- | -- | -- |
| 1= | Chile    | 5 | 4  | 2 | 1 | 1 | 12 | 7  | +5 |
| 1= | Ecuador  | 5 | 4  | 2 | 1 | 1 | 6  | 5  | +1 |
| 3  | Colombia | 2 | 4  | 1 | 0 | 3 | 4  | 10 | −6 |

| Colombia | 0 – 1  | Ecuador   |
| -------- | ------ | --------- |
|          | Report | Muñoz 18' |

| Ecuador           | 2 – 0  | Colombia |
| ----------------- | ------ | -------- |
| Raymondi 56', 77' | Report |          |

| Chile                                                                        | 7 – 2  | Colombia         |
| ---------------------------------------------------------------------------- | ------ | ---------------- |
| Sánchez 11' · Méndez 15', 70' · Fouilloux 25', 65' · Campos 42' · Prieto 58' | Report | Segrera 82', 88' |

| Colombia              | 2 – 0  | Chile |
| --------------------- | ------ | ----- |
| Rada 71' (ph.đ.), 87' | Report |       |

| Ecuador                    | 2 – 2  | Chile                   |
| -------------------------- | ------ | ----------------------- |
| Spencer 15' · Raymondi 84' | Report | Campos 39' · Prieto 57' |

| Chile                                            | 3 – 1  | Ecuador     |
| ------------------------------------------------ | ------ | ----------- |
| Sánchez 10' (ph.đ.) · Marcos 62' · Fouilloux 78' | Report | Spencer 36' |

### Play-off
Chile và Ecuador kết thúc với số điểm bằng nhau, nên một trận play-off trên sân trung lập đã được tổ chức để quyết định đội nào sẽ giành quyền đi tiếp.
| Chile                    | 2 – 1    | Ecuador   |
| ------------------------ | -------- | --------- |
| Sánchez 16' · Marcos 40' | Chi tiết | Gómez 89' |

Chile vượt qua vòng loại.

## Bảng 3
| VT | Đội       | Đ | ST | T | H | B | BT | BB | HS |
| -- | --------- | - | -- | - | - | - | -- | -- | -- |
| 1  | Argentina | 7 | 4  | 3 | 1 | 0 | 9  | 2  | +7 |
| 2  | Paraguay  | 3 | 4  | 1 | 1 | 2 | 3  | 5  | −2 |
| 3  | Bolivia   | 2 | 4  | 1 | 0 | 3 | 4  | 9  | −5 |

| Paraguay                  | 2 – 0  | Bolivia |
| ------------------------- | ------ | ------- |
| Rodríguez 24' · Rojas 73' | Report |         |

| Argentina                                    | 3 – 0  | Paraguay |
| -------------------------------------------- | ------ | -------- |
| González 15' (l.n.) · Onega 26' · Artime 35' | Report |          |

| Paraguay | 0 – 0  | Argentina |
| -------- | ------ | --------- |
|          | Report |           |

| Argentina                               | 4 – 1  | Bolivia    |
| --------------------------------------- | ------ | ---------- |
| Bernao 3', 56' · Onega 24' (ph.đ.), 25' | Report | Vargas 55' |

| Bolivia                    | 2 – 1  | Paraguay |
| -------------------------- | ------ | -------- |
| Quevedo 29' · Castillo 75' | Report | Mora 30' |

| Bolivia                  | 1 – 2  | Argentina       |
| ------------------------ | ------ | --------------- |
| Ramos Delgado 35' (l.n.) | Report | Artime 31', 39' |

Argentina vượt qua vòng loại.

## Các đội tuyển vượt qua vòng loại
| Đội tuyển | Tư cách vượt qua vòng loại | Ngày vượt qua vòng loại | Số lần tham dự FIFA World Cup trước đây1     |
| --------- | -------------------------- | ----------------------- | -------------------------------------------- |
| Brasil    | Đuơng kim vô địch          | 17 tháng 6 năm 1962     | 7 (1930, 1934, 1938, 1950, 1954, 1958, 1962) |
| Uruguay   | Nhất Bảng 1                | 13 tháng 6 năm 1965     | 3 (1930, 1950, 1954, 1962)                   |
| Chile     | Nhất Bảng 2                | 12 tháng 10 năm 1965    | 3 (1930, 1950, 1962)                         |
| Argentina | Nhất Bảng 3                | 29 tháng 8 năm 1965     | 4 (1930, 1934, 1958, 1962)                   |

1 Chữ in đậm chỉ đội vô địch năm đó. Chữ in nghiêng chỉ quốc gia đăng cai năm đó.

## Cầu thủ ghi bàn
5 bàn thắng
- Héctor Silva

4 bàn thắng
- Pedro Virgilio Rocha

3 bàn thắng
- Luis Artime
- Ermindo Onega
- Alberto Fouilloux
- Leonel Sánchez
- Enrique Raymondi
- Pedro Pablo León

2 bàn thắng
- Raúl Bernao
- Carlos Campos Sánchez
- Rubén Marcos
- Eugenio Méndez
- Ignacio Prieto
- Antonio Rada
- Hermenegildo Segrera
- Alberto Pedro Spencer
- Luis Zavalla

1 bàn thắng
- Fortunato Castillo
- Ramón Quevedo
- Rolando Vargas
- Romulo Gómez
- Washington Muñoz
- Celino Mora
- Vicente Rodríguez
- Juan Carlos Rojas
- Nemesio Mosquera
- Jesús Peláez Miranda
- Víctor Zegarra
- Danilo Menezes
- José Urruzmendi
- Freddy Elie
- Rafael Santana
- Humberto Francisco Scovino
- Argenis Tortolero

1 bàn phản lưới nhà
- José Ramos Delgado (trong trận gặp Bolivia)
- Ricardo González (trong trận gặp Argentina)